# Бар (Небраска)
Бар (енгл. Burr) град је у америчкој савезној држави Небраска.

## Демографија
По попису из 2010. године број становника је 57, што је 9 (-13,6%) становника мање него 2000. године.
| Група             | 2000.       | 2010.       |
| Белци             | 66 (100,0%) | 57 (100,0%) |
| Афроамериканци    | 0 (0,0%)    | 0 (0,0%)    |
| Азијати           | 0 (0,0%)    | 0 (0,0%)    |
| Хиспаноамериканци | 0 (0,0%)    | 0 (0,0%)    |
| Укупно            | 66          | 57          |